# 膨囊嵩草
膨囊嵩草（学名：Carex peichuniana）为莎草科薹草属下的一个种。